# San Salvo
San Salvo – miejscowość i gmina we Włoszech, w regionie Abruzja, w prowincji Chieti.
Według danych na rok 2004 gminę zamieszkiwało 17 348 osób, 913,1 os./km².